# Plage de la Nova Icària
La plage de la Nova Icària est une plage urbaine de la ville de Barcelone, située dans le district de Sant Martí. 

## Accès
La plage est accessible par la ligne 4 du métro de Barcelone, à la station Ciutadella-Vila Olimpica.

## Présentation
La plage constitue un ensemble balnéaire de 415 metres de largeur. Elle accueille une aire de jeux et une aire de tennis de table vers l'espigó de Bogatell et deux terrains de beach volley près du Port Olímpic (en français : Port olympique). Elle fait pendant, au nord du port olympique, à la plage historique du Somorrostro, rendue célèbre durant la guerre d'Espagne.